# 仙台市の学校
仙台市の学校（せんだいしのがっこう）では、仙台市における学校と教育についてとりあげる。

## 大学
仙台市内には10の大学がある。学生数は 47,742人（2004年度）であり、東京23区および政令指定都市のなかでは、学生数は8番目、人口に対する学生比率は京都市・福岡市・東京23区に次ぐ4番目となっている。2006年（平成18年）には、仙台圏の大学が加盟する組織 「学都仙台コンソーシアム」が設立され、文部科学省による大学連携支援事業に基づく活動などを行っている。

### 国立

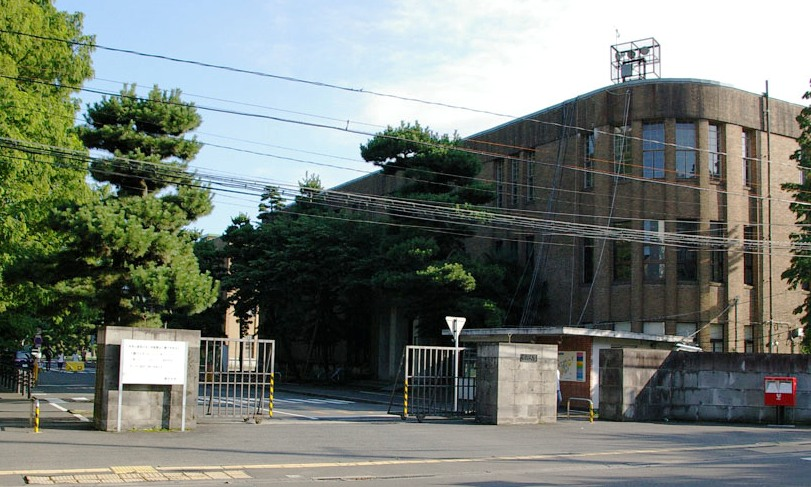
東北大学

- 東北大学
1907年（明治40年）、東北帝国大学として開学し、現在は文学部、教育学部、法学部、経済学部、理学部、工学部、医学部、歯学部、薬学部、農学部の10学部を持つ。また、本多光太郎による鉄鋼の研究で知られる金属材料研究所や、光通信の発祥の地であり、八木・宇田アンテナやマグネトロンの発明などで知られる電気通信研究所などの附置研究所がある。2002年ノーベル化学賞受賞者の田中耕一をはじめ、これまで多くの人材を輩出している。
片平キャンパス（放送大学・宮城学習センター併設）、川内キャンパス、青葉山キャンパス、星陵キャンパスの4キャンパスが、いずれも仙台市青葉区内に所在する。

- 宮城教育大学
戦前は宮城師範学校と称され、戦後には一時期東北大学に統合されたが、再び独立するかたちで1965年（昭和40年）に開学した。大学キャンパスは東北大学のキャンパスもある青葉山地区に所在する。

### 県立
- 宮城大学
1997年（平成9年）に設立された大学である。所在地は宮城県黒川郡大和町であるが、仙台市泉区のニュータウン、「泉パークタウン」に隣接しており、仙台市側の近隣には仙台白百合学園、宮城県図書館や研究所、ホテルなどがある。2005年（平成17年）には、宮城県農業短期大学（仙台市太白区）を併合し、食産業学部とした。

### 私立
1886年（明治19年）に設立された私塾を起源とし、現在は東北地方で最大規模の私立総合大学となっている東北学院大学や、同じく1886年にキリスト教主義に基づく女子教育を目的として設立された女学校を起源とする宮城学院女子大学などをはじめとする諸大学がある。東北文化学園大学は2004年（平成16年）に経営破綻し、大学としては初めて民事再生法の適用を受けることとなった。

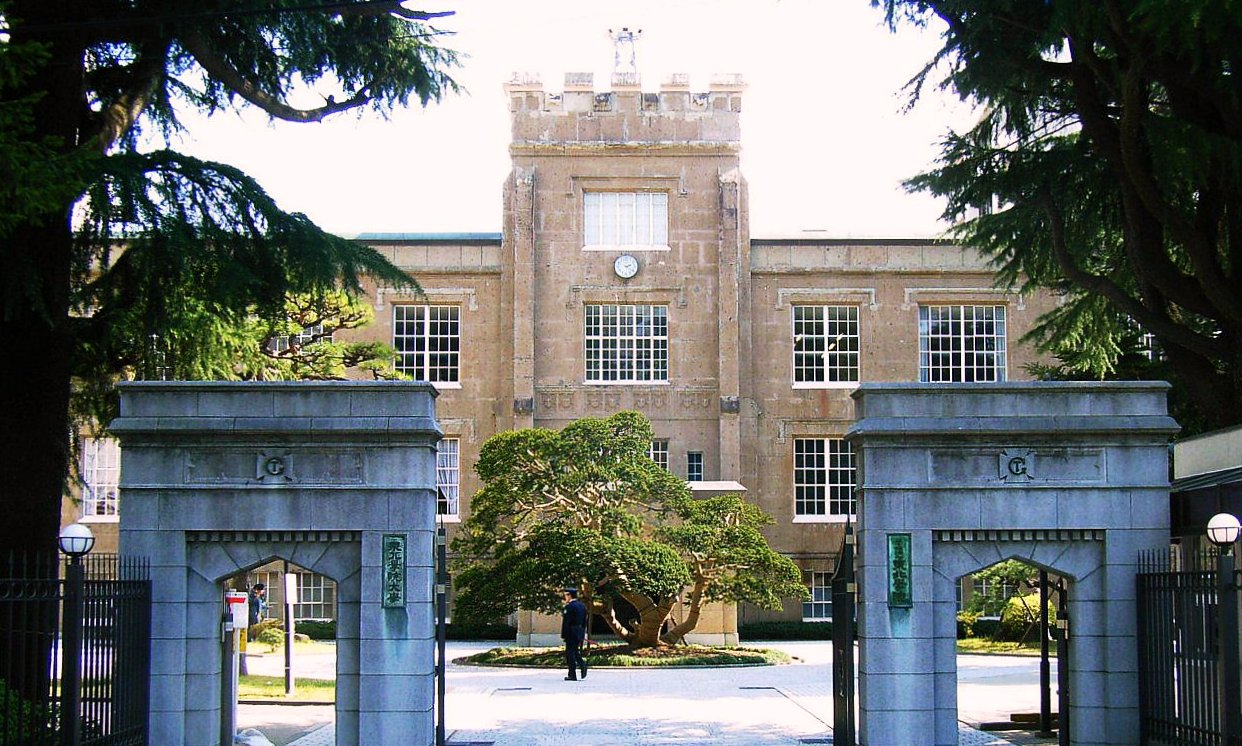
東北学院大学

- 東北学院大学
  - 土樋キャンパス
  - 五橋キャンパス
  - 泉キャンパス
- 東北福祉大学
  - 国見キャンパス
  - 国見ヶ丘第1,2,3キャンパス
- 東北医科薬科大学
  - 小松島キャンパス
  - 福室キャンパス

- 東北工業大学
  - 八木山キャンパス
  - 長町キャンパス
- 尚絅学院大学（名取市）
- 東北文化学園大学
- 宮城学院女子大学
- 仙台白百合女子大学
- 東北生活文化大学
- 仙台大学(柴田町)
- 放送大学・宮城学習センター

### 大学院
学生数は、7,481人（2004年度）であり、人数では第5位、人口比率では京都市に次ぐ2位である。仙台市内の大学の多くには大学院が設置されているが、東北大学は大学院重点化による 「大学院大学」である。また、「専門職大学院」 としては、東北大学の法科大学院、会計大学院、公共政策大学院や、東北学院大学の法科大学院がある。
山形県山形市に本拠のある東北芸術工科大学は、その大学院の一部を仙台駅前の再開発ビル 「アエル（AER）」に設置している。

## 短期大学
4校あり、学生数は 1,173人（2004年）となっている。近年、閉学する女子短大が相次ぎ、2001年（平成13年）には宮城学院女子短期大学、2003年（平成15年）には仙台白百合女子短期大学が閉学した。
- 東北生活文化大学短期大学部
- 聖和学園短期大学

## 高等専門学校
唯一の高等専門学校として、仙台高等専門学校があり、旧仙台電波工業高等専門学校を前身とする広瀬キャンパスが仙台市青葉区に、旧宮城工業高等専門学校を前身とする名取キャンパスが宮城県名取市にある。

## 中等教育学校
唯一の中等教育学校として、仙台市立仙台青陵中等教育学校がある。

## 高等学校

仙台第二高等学校

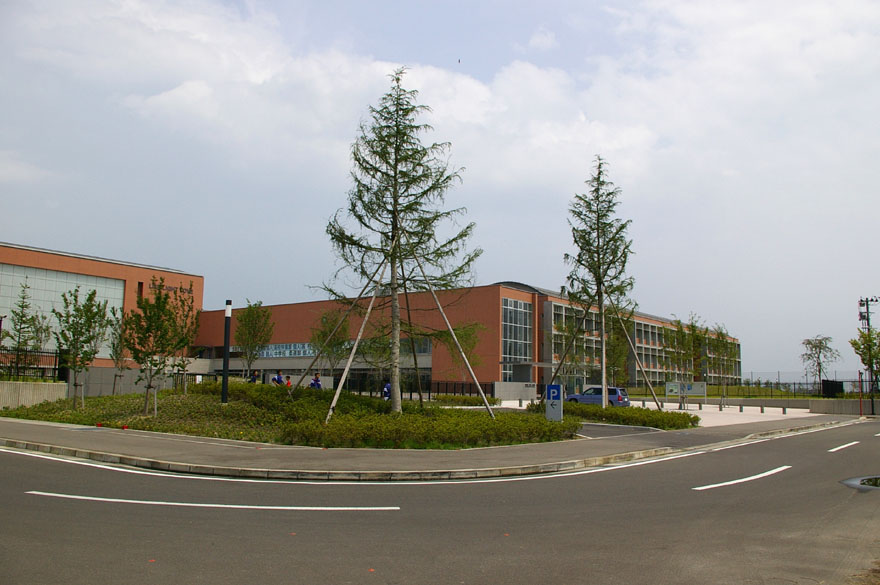
東北学院中学校・高等学校

宮城県の公立高等学校は入学試験（学力検査）で「合格したら必ず入らなければいけない」という独自の規定がある（かつての国立高校と国立高専を除く）。このため例えば、私立高校を第一志望とし、公立高校を第二志望として入学願書を提出し、私立高校に合格した場合、事前に公立入試辞退届を出すか、公立高校の入学試験においてわざと不合格にならない限りは、受験者の意思に関らず公立高校に必ず進学しなければならないとされている。よって、公立高校合格後、その高校を辞退して私立高校に進学したケースも過去に何度か発生しているが、その場合は受験辞退者・保護者・中学校教諭の三者が公立高校に謝罪する必要がある。しかしながら、この規定は入学確約書と同様に法的には有効であるとは考えられない。
戦後宮城県では、新制高校になってからも、昭和30年代後半まで、旧制一中を前身とする仙台一高と、旧制二中を前身とする仙台二高は、東北大合格者実績による激しいトップ争いをくり広げていた。ただ一高、二高とも東大合格者数は非常に少なかった。
東北大合格者数において、常にこの二校が1,2位を独占し、東北の他の高校の追従を許さなかった。基本的には現在でもこの構図は変わらず、仙台二高と仙台一高が東北大の合格者数では1,2位を独占している。
宮城県では1977年から2010年まで県立・市立高校の普通科に限り学区制を導入しており、仙台市においては、泉区・宮城野区・青葉区が仙台北学区、若林区・太白区が仙台南学区となっていた。ただし、青葉区の中心商業地（一番町から仙台駅西口一帯 = 五橋中の通学区）、および、宮城野区の仙台駅東口地区（= 宮城野中と東華中の通学区）は北学区に含まれず、南学区に含まれた。このため、住む地区によって進学できる高校は限られたが、学区外受験も受験者の3%以内で許可されていた。この仙台市内における南北の学区制では、北学区の男子校2、女子校1に対し、南学区では男子校1、女子校2となっており、定員の男女比率上問題があるとされていた。このため、北学区の女子が南学区の女子校（第二女子高等学校と第三女子高等学校、現在はどちらも共学）を受験する場合に定員の25%に限って許可する措置がとられていたが、この措置がなかった男子校の仙台一高と仙台二高は学区制の影響を大きく受けることとなった。なお仙台三高、宮城一女は学区に関係なく入れる理数科を持っていたため、学区の影響は軽微であった。
多くの都市では公立校が迷走する間隙を縫って、私立高校が急激に力を伸ばしていったが、仙台の私立高校の場合、定員増や学科の新設を行ったが、他の諸都市の私立校とは違い、大学進学率向上や有名大学進学を目標とはしなかった。このような勢力図のため、学歴偏重主義の否定が始まった80年代以降、公立進学校は公立であるが故に難関大学進学を声高に目標とはせず、仙台の教育レベルの低下を招いた（「一億総中流意識」が浸透した80年代には、学歴が豊かさを生まなくなったため、学歴否定が社会の趨勢となった）。
しかし1990年代末あたりから、少子化やバブル経済崩壊などによる影響で再び大学進学率向上や有名大学進学を求める声が強まり、仙台一高・仙台二高などをはじめとした上位校が再びこれらの大学を目指したため、進学率が向上し始めた。同時に私立高校も大学進学率を向上し、公立vs私立の生徒の獲得競争が強まっている。近年では仙台市が2009年4月より仙台市立仙台青陵中等教育学校を、2010年には宮城二女を中高一貫型に変更と、公立校は「中高一貫」という戦略を利用し、私立に対して優位に立とうとする姿勢も見られる。
第二次ベビーブーマーが高校を卒業し終わり、少子化の影響が見え始めた90年代以降、学校運営上、学生数の確保を狙う私立高校が、次々と男女共学化と難関大学進学への投資などを行い始めた。公立の進学校の側では、このままだと私立に進学校の地位を奪われてしまいかねないという危機感が出て、浅野史郎宮城県知事のリーダーシップにより、県立高校全ての共学化が決定されるに到った。しかし、高校の数を減らさずに1クラス分程度の定員減で共学化する政策を提案したため、伝統維持（特にナンバースクール）や校風がなくなるなどの理由により共学化反対の声が大きくなった。例えば、旧・宮城三女高では生徒総会で99%が反対の意を示していた。
2005年12月に県議会は2度目となる共学化推進決議を全会一致（4名棄権）で可決し、選挙で共学化の見直しを掲げていた村井知事（県議時代は共学推進の立場だった）も「県議会の意向を尊重する」として、承諾した。これに基づいて県教委も改めて共学化を推進することを確認した。これによって、2010年に全県立校が共学化された。
全国的にも珍しく、私服の公立高校が多い。高度経済成長期までは私立も公立も別学校のみであった。これは1960年代に全国的に吹き荒れた学園紛争が大きく影響している。
※下記学校一覧において、私服校には★印を付記

### 県立
旧・仙台北学区
- 男女共学
  - 宮城県仙台第二高等学校（二高）★
  - 宮城県仙台第三高等学校（三高）★
  - 宮城県宮城第一高等学校（旧称：宮城県第一女子高等学校、一女）★
  - 宮城県泉館山高等学校（館山）
  - 宮城県泉高等学校（泉高）
  - 宮城県泉松陵高等学校（松陵）
  - 宮城県宮城野高等学校（宮城野）★
  - 宮城県宮城広瀬高等学校（広瀬、広高）

旧・仙台南学区
- 男女共学
  - 宮城県仙台第一高等学校（一高）★
  - 宮城県仙台二華高等学校（旧称：宮城県第二女子高等学校、二女）※中学校も併設している。
  - 宮城県仙台三桜高等学校（旧称：宮城県第三女子高等学校、三女）
  - 宮城県仙台向山高等学校（向山）★
  - 宮城県仙台南高等学校（南高）
  - 宮城県仙台東高等学校（東高）
  - 宮城県仙台西高等学校（西高）
  - 宮城県工業高等学校（県工・宮工）

### 市立
かつて仙台市立の高等学校の正式名称は、「○○高等学校」となっており、「仙台市立」は付けないことになっていた。しかしながら、2009年の仙台商業と仙台女子商業の統合共学化を機に、すべての市立高校は「仙台市立」をつけることになった。
- 男女共学
  - 仙台市立仙台高等学校（仙高（せんたか））★
  - 仙台市立仙台商業高等学校（仙商）
  - 仙台市立仙台工業高等学校（市工）★(制服あり。規定はあるが、普段は私服も可)
  - 仙台市立仙台大志高等学校（大志）

### 私立
全日制
- 男子校
  - 東北学院高等学校（学院）※中学校も併設している。

- 男女共学校（元男子校）
  - 東北学院榴ケ岡高等学校（榴）★
  - 東北高等学校
    - 小松島キャンパス
    - 泉キャンパス

  - 仙台育英学園高等学校
    - 宮城野キャンパス
    - （多賀城キャンパス - 多賀城市）

  - 仙台城南高等学校（城南）

- 女子校
  - 宮城学院高等学校（宮学）※中学校も併設している。
  - 仙台白百合学園高等学校※中学校も併設している。
  - 聖ドミニコ学院高等学校※中学校も併設している。

- 男女共学校（元女子校）
  - 聖和学園高等学校
    - 薬師堂キャンパス
    - 三神峯キャンパス

  - 聖ウルスラ学院英智高等学校※中学校も併設している。
  - 常盤木学園高等学校※音楽科のみ男女共学
  - 仙台大学附属明成高等学校
  - 東北生活文化大学高等学校
  - 尚絅学院高等学校※中学校も併設している。

通信制
- 男女共学校
  - クラーク記念国際高等学校仙台キャンパス
  - 星槎国際高等学校仙台学習センター
  - 第一学院高等学校仙台キャンパス
  - 屋久島おおぞら高等学校仙台キャンパス

共学でも、学科・コースにより男子のみ、女子のみとしている学校がある。

## 中学校
市内には現在、公立、私立をあわせて66校の中学校が存在する。

### 県立
唯一の県立中学校として、宮城県仙台二華中学校がある。

### 市立
通学には学区制が導入されているが、他都市と比較して越境入学や転校が容易な傾向にある。また、全市規模での2学期制が全国に先がけて導入されており、すべての学校が2学期制を採用している。同制度下では、仕事量の多くなる学期末が年3回から年2回に減ることによって教員の労働環境が改善されるとされる。
秋休みを挟んだ2学期制に伴い、季節休暇の期間は概ね以下のようになっている。
- 夏休み：7月20日ごろから8月25日ごろまで
- 秋休み：10月中旬の2日間であるが、一部の中学校では市新人大会の日の振替休日を秋休みの前後に組んで5日間から7日間のところもある。
- 冬休み：12月23日ごろから1月7日まで
- 春休み：3月25日ごろから4月7日まで

### 私立
市内には、私立中学校が6校ある。
- 男子校
  - 東北学院中学校※高等学校も併設している。
- 女子校
  - 宮城学院中学校※高等学校も併設している。
  - 仙台白百合学園中学校※高等学校も併設している。
- 男女共学校
  - 聖ウルスラ学院英智中学校※小学校及び高等学校も併設している。
  - 尚絅学院中学校※高等学校も併設している。
  - 聖ドミニコ学院中学校※高等学校（女子校）も併設している。

## 小学校
市内には現在、公立、私立をあわせて123校の小学校が存在する。1873年（明治6年）、前年に発布された学制に従って当時の仙台市内（仙台区内）に設立された小学校には以下のものがある。同年に改正された学制では、これらの学校は何れも「第七大学区（大区） 第一中学区（中区）」に属するとされた。
1. 一番小学校[1] （現在の荒町小学校）
2. 二番小学校[2] （現在の東二番丁小学校）
3. 三番小学校[3] （現在の上杉山通小学校）
4. 四番小学校[4] （現在の木町通小学校）
5. 五番小学校[5] （現在の片平丁小学校）
6. 六番小学校 （現在の東六番丁小学校）
7. 七番小学校[6] （現在の立町小学校）

2度にわたるベビーブームの結果、1970年代から1980年代にかけては新規開校が続き、マンモス校と呼ばれる生徒数過多の学校も出現した。一方、近年では児童数が著明に減少した学校が多くなり、1学級30人未満でのクラス編成が行われている。仙台市による「仙台市立小・中学校の一定規模、適正配置に関する基本的考え方及び具体的方策」では、今後も減少が予想される児童数に合わせた市立学校の統廃合の方針が示された。

## 特別支援学校

### 視覚障害を対象とする学校
- 宮城県立視覚支援学校（青葉区）

### 聴覚障害を対象とする学校
- 宮城県立聴覚支援学校（太白区）

### 知的障害を対象とする学校
県立の知的障害を対象とした特別支援学校は、学区制となっている。このため、市内からの交通のアクセスが良いとは言えない市外の特別支援学校に通学を余儀なくされるケースもある（2012年時点で、旧宮城町と合併した1985年以前の市域では、知的障害を対象とした県立の特別支援学校が1校も存在しない）。
このため、仙台市内の住民（児童・生徒）を対象とする知的障害に関する特別支援学校は、仙台市に飽き足らず、仙台圏全体（塩竈市・多賀城市・黒川郡・宮城郡・名取市・岩沼市・亘理郡）で過密状態にあるとされる（実際に、名取・利府の両支援学校では、校地内へのプレハブ設置でかろうじて対処している現状がある）。このため、本来は、病弱を対象とする宮城県立山元支援学校（亘理郡）で知的障害を扱うようになった理由として、知的障害の学校が近隣には、専門課程を有する高等部のみが設置されている宮城県立支援学校岩沼高等学園（岩沼市）しかなく、中学部までの児童生徒が宮城県立名取支援学校（名取市）あるいは宮城県立角田支援学校（角田市）まで通わねばならなかったことと、併せて山元まで通う病弱の生徒が減少傾向にあったためとされる。なお、宮城教育大学附属特別支援学校や仙台市立鶴谷特別支援学校は、宮城県の方針と一線を画して定員に対して厳密に合格者数を出していることもあり、県立の知的障害者を教育領域とする特別支援学校（光明・名取・利府・古川）のような、過密状態には至っていない。
なお、光明支援学校については、2014年に、近隣の旧宮城県特別支援教育センター跡地に小学部の新校舎を設置し、校舎を2分割する形で逼迫対応を行い、同年には旧光明養護学校跡地（青葉区小松島新堤）に宮城県立小松島支援学校を設置した。それでも、狭小化の解消にはまだ至っておらず、太白区秋保町にある宮城県立拓桃支援学校（肢体不自由対象）の青葉区落合への移転後の建物に、知的障害の支援学校の設置が検討され、その後の解体・新築の上、2024年に宮城県立秋保かがやき支援学校として開校。秋保かがやき支援には、仙台市内の公立支援学校では初となる、高等部専門学科が併設される。2025年には、宮城県立松陵支援学校（仮称）が開設される予定。
2016年度時点では、統合などで廃校となった旧小学校や旧中学校の校舎を活用する形で、分校や分教室を少なくとも2ないし3箇所程度の設置が検討されていることが明らかにされている（2020年度時点で、小松島支援学校が松陵校、名取支援学校が名取が丘校、利府支援学校が塩釜校をそれぞれ増設しているが、廃校跡地を利用した小松島支援学校松陵校以外は既存の小学校に併設されているため小学部のみの対応であり、小松島支援学校松陵校は中学部を扱っているが、いずれも高等部は有さない）。
また、平成30年度より、太白区の一部地域に在住する重度重複の知的障害児童生徒については、宮城県立西多賀支援学校での受け入れを行っている。
- 宮城県立光明支援学校（泉区）…ただし、青葉区全域及び泉区・宮城野区・若林区の各一部に在住する生徒を受け入れ対象としている。太白区全域と若林区のうち、光明支援学校の学区外の生徒は宮城県立名取支援学校（名取市）、泉区・宮城野区のうち、光明支援学校の学区外の生徒は宮城県立利府支援学校（宮城郡）[注 1]が、受け入れ先となる。
- 宮城県立小松島支援学校（青葉区）…2014年度開校。
  - 宮城県立小松島支援学校松陵校（泉区）…2018年度開校。小学部・中学部のみ設置。2025年に独立校化を予定。併せて高等部を設置。
- 宮城県立秋保かがやき支援学校（太白区）…2024年度開校。
- 宮城教育大学附属特別支援学校（青葉区）
- 仙台市立鶴谷特別支援学校（宮城野区）
- いずみ高等支援学校（宮城野区）…高等部と専攻科のみを設置する、私立の女子校である。
- 支援学校仙台みらい高等学園（青葉区）…2021年開校。高等部と専攻科のみの設置。学校法人三幸学園設置による私立の共学校。

### 肢体不自由を対象とする学校
- 宮城県立拓桃支援学校（青葉区）…高等部の設置がないため、進学先は柴田郡にある宮城県立船岡支援学校となる。

### 病弱(身体虚弱を含む)を対象とする学校
- 宮城県立西多賀支援学校（太白区）…平成30年度より、太白区の一部在住の重度重複となる知的障害を受け入れ開始。
- 宮城県立拓桃支援学校（青葉区）…2016年度より併置校化される形で対応開始。ただし、病弱領域においても高等部の設置がないため、進学先は西多賀支援学校となる。

## その他の学校

### 専門学校等
- 専修学校 53校、学生数：27,462人（2003年度）
- 各種学校 14校、学生数：1,252人（2003年度）

### 研修機関
- 中小企業大学校仙台校

### インターナショナル・スクール
- 東北インターナショナル・スクール（幼・小・中・高。東北高等学校・泉キャンパス内）

### 民族学校
- 東北朝鮮初中高級学校

### フリースクール・サポート校
- 民間フリースクールは宮城県内に約20カ所
  - 予備校、フリースクール全国チェーン、県内資本、NPO法人などが運営。
- 宮城県教育委員会による不登校の児童生徒支援施設「けやき教室」は県内8カ所
- 宮城県内の不登校児童生徒数は、小学校が397人、中学校が2015人（2004年度）
- NPO法人が運営する「仙台インターナショナルスクール」（フリースクール + 幼稚園）が、2006年1月に資金繰り悪化で開校4ヶ月余で休校となった。

### 学習塾・予備校
仙台市においては、中学受験は活発でなく、学習塾や予備校の主な対象は高校受験生と大学受験生となっている。一方、首都圏の私立中学や仙台都市圏内に数校存在する私立中学、中等教育学校に対応したコースを併設している学習塾や予備校もある。

#### 主な学習塾・予備校
仙台市を本拠とするもの
- ひのき進学グループ
- 文理学院
  - 河合塾仙台校
  - 河合塾NEXT（子会社の文理ラーニングが主催）
- CAP予備校
- 養賢ゼミナール
- 進学プラザグループ
  - 仙台進学プラザ
  - 仙台個別指導学院
  - 東進衛星予備校

その他
- 駿台予備学校
- 代々木ゼミナール
- 栄光ゼミナール
  - navio
- 明光義塾
- 能開センター
- 東北大進学会

### 神学校
- 仙台バプテスト神学校
- ルーテル同胞聖書神学校

## 学都仙台

養賢堂正門（現・泰心院山門）

仙台市は、同市の学術・教育事業、政策等に関連して「学都仙台」のキャッチコピーを用いている。 仙台を「学都」と称した文献的初出は1905年（明治38年）とされており、1894年（明治27年）創立の（旧制）第二高等学校の校友会誌『尚志会雑誌 67号』において、同校上級生が下級生に向けて書いた「学都たらしめよ」との標題の文章とされる。
これ以前には仙台を「教育地」とする表現が用いられていたが、学生の監督強化などを実施した当時の仙台市長、後に東北帝国大学総長となる澤柳政太郎など権力側が用いていたためか、当時の『尚志会雑誌』において、二高生こそが仙台市民を「学都化」させる主役とならねばならない、といった趣旨の文章が頻繁に書き記されており、「学都」はスローガン的な言葉として出発したと見られる。しかし、東北帝国大学（現・東北大学）が創立した1907年（明治40年）には、地元紙に「学都と学界」との記事も見られ、学生側の意図から離れて一般にも用いられる名称になっていったことが分かる。
なお、「学都」の歴史的系譜を紹介する場合には、1736年（元文元年）に開設された仙台藩藩校「養賢堂」から記載されている。
2002年（平成14年）5月1日現在、仙台市内には、大学、短期大学、高等専門学校が計16校、専修学校、各種学校が計64校あり、それらの在学者数は77,112名、本務教員数は4,820名であり、これらの若者や教職員らは、同市にとって重要な資源となっている。2008年（平成20年）5月1日現在、仙台市内で幼稚園から大学までの教育機関に在校するのは約20万人とされるほか、2001年（平成13年）5月1日現在における、人口あたりの学生数は13大都市中、大学院生で2位、大学・短大生で4位、専修学校・各種学校の学生数で2位である。
これらの事実から、仙台を「学都」であると称する場合がある一方で、少子化によって高校在学者数は減少傾向、また、2004年（平成16年）までの10年間には、宮城県外からの宮城県内の大学・短大への進学者数の減少と、宮城県内からの宮城県外の大学・短大への進学者数の増加があり、学生の差し引き流入数は減少している状況にある。